# 深渡社区
深渡社区，是中华人民共和国安徽省黄山市歙县深渡镇下辖的一个村级行政单位。。面积6.65平方公里，下辖 4个自然村，现有人口3632人。
深渡社区包括隔新安江相望的深渡老街与凤池村，2008年由老街居委会和凤池村合并成立深渡社区。
2014年，深渡老街和凤池村均获评第三批中国传统村落。